# Kaponniere

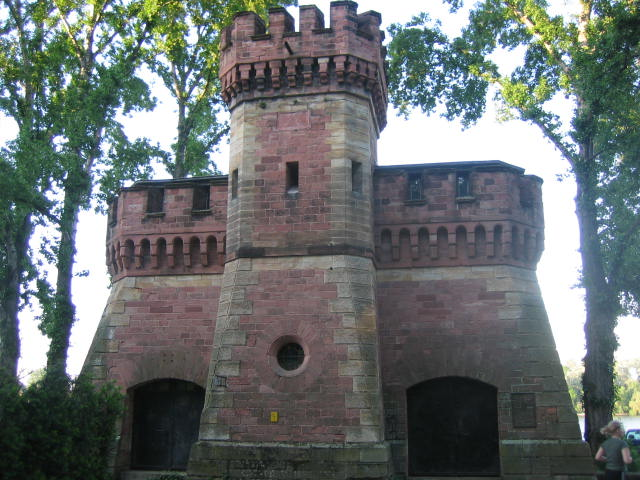
Kaponniere in Mainz auf dem Feldbergplatz

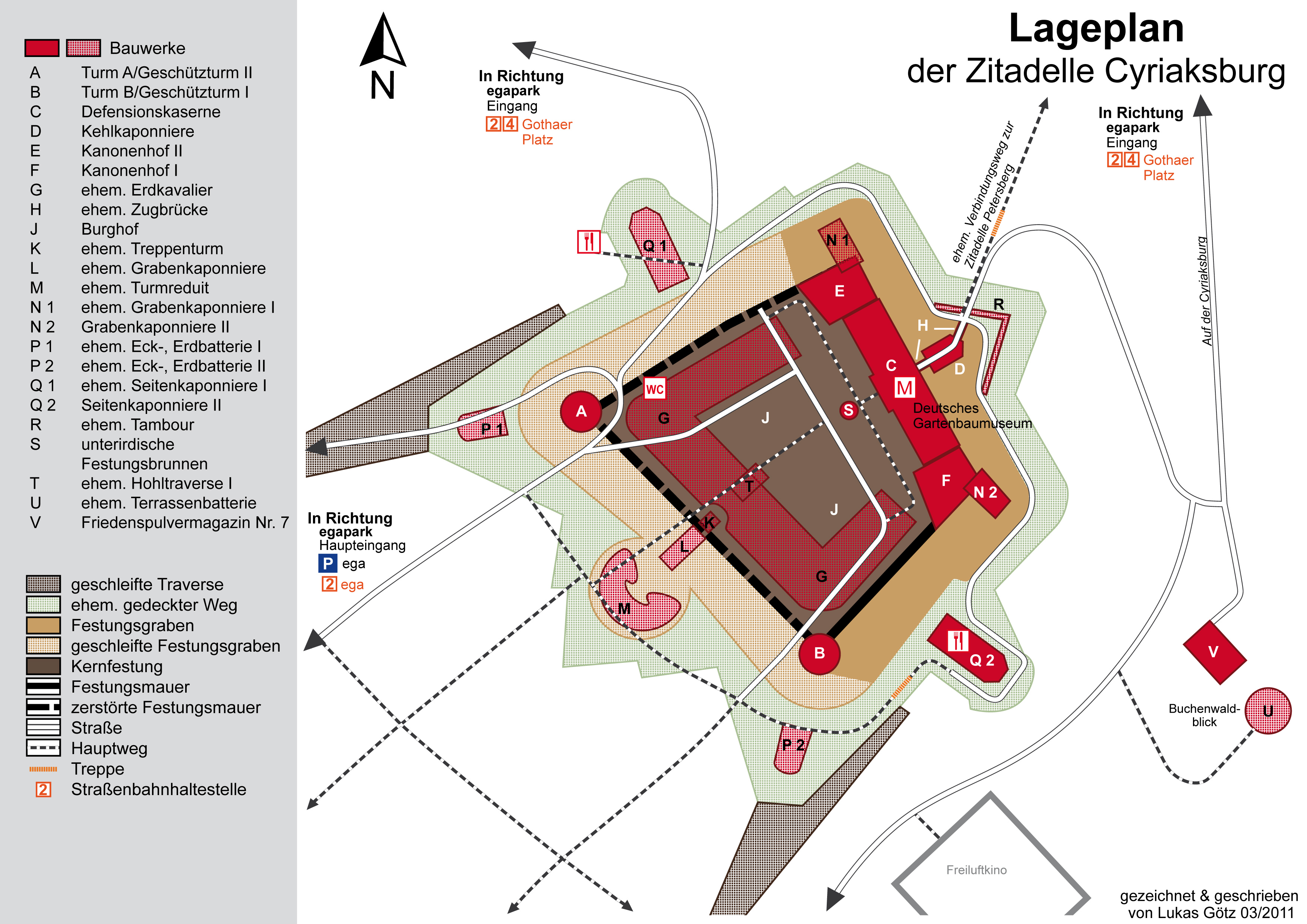
Zitadelle Cyriaksburg in Erfurt mit mehreren Kaponnieren

Als Kaponniere (französische Ableitung vom italienischen capone = großer Kopf) oder Caponnière bezeichnet man im Fortifikationswesen (Festungsbau) einen fest gedeckten oder massiv gemauerten Gang oder Raum, aus dem die Verteidiger mit Gewehren oder gar Geschützen Angreifer auf der Sohle des Befestigungsgrabens beschießen konnten. Eine Kaponniere ragt oben oder auf der Außenseite aus dem Festungswall hervor, im Gegensatz zu einem Kehlkoffer, der aus der Rückseite („Kehlmauer“) einer Außenbastion ragt, oder der Grabenstreiche, die in die Contrescarpe, also die Feindseite des Festungsgrabens, eingelassen und durch einen Tunnel unter dem Graben mit dem Festungsinneren verbunden ist.
Besondere Bedeutung erlangten zweistöckige, hufeisenförmige Kaponnieren bei der „Neudeutschen“ Festung. Sie dienten zur Beschießung von Feinden, die bereits über das Glacis hinaus und in den Graben vorgedrungen waren. Außerdem wurde auf dem Dach häufig eine Brustwehr aus Erde errichtet, welche über das Glacis hinausragte. Damit konnte auch bereits das Vorfeld unter Feuer genommen werden.
Mit der Fortentwicklung der schweren Artillerie, insbesondere der Entwicklung schwerster Mörser und der Präzisierung des indirekten Beschusses im Vorfeld des Ersten Weltkrieges, hatten Kaponnieren nur noch einen theoretischen Verteidigungswert. Die Festungen der Neudeutschen Manier konnten zum größten Teil ihrem Zweck nicht mehr gerecht werden und waren durch bedeutend kleinere Anlagen ersetzt worden, für die die umfangreichen Kaponnieren keinen Sinn mehr hatten. Festungen bestanden nur noch aus einer Anzahl im Gelände verteilter detachierter Werke, die allenfalls mit einem Kehlkoffer ausgestattet waren. Auch wurden Festungswerke nur noch selten von der Infanterie erstürmt, sondern meist nach schwerstem Artilleriebeschuss aufgegeben.
Heute kann man derartige Kaponnieren zum Beispiel in Deutschland bei der Bundesfestung Ulm, der Landesfestung Ingolstadt, der Festung Minden, Zitadelle Petersberg, Zitadelle Cyriaksburg, dem Fort de la Colle de Noire oder dem Munot in Schaffhausen besichtigen.

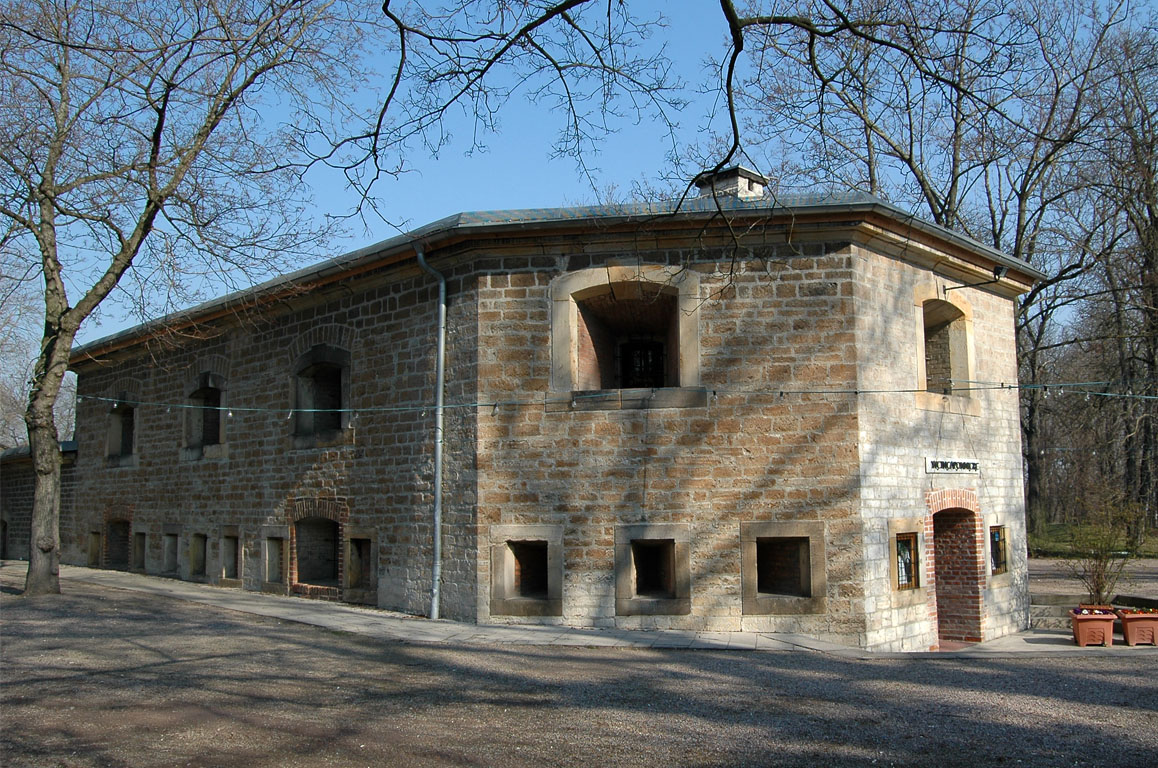
Seitenkaponniere I (errichtet 1829) der Zitadelle Cyriaksburg
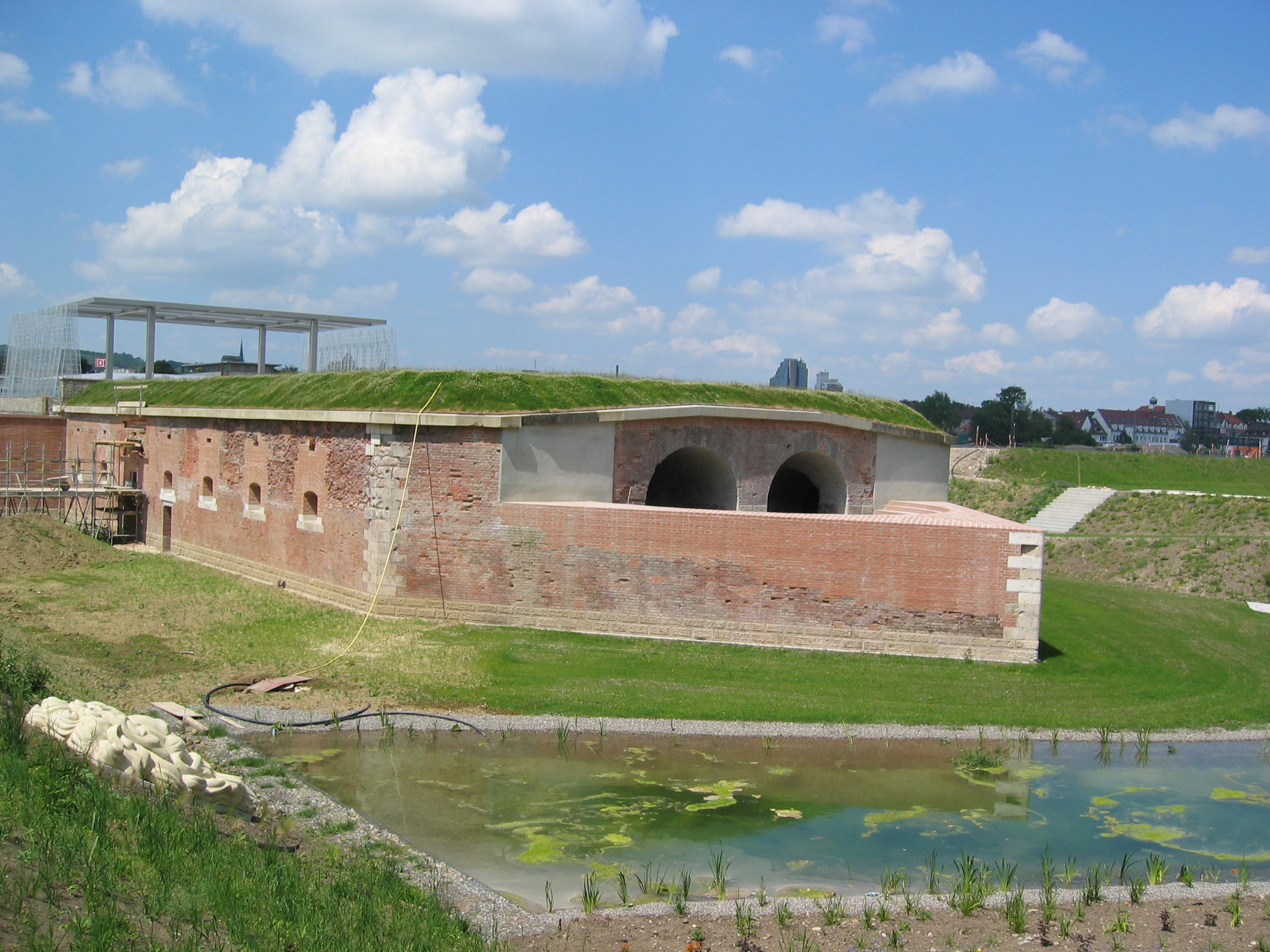
Caponniere 4 auf der bayerischen Seite der Bundesfestung Ulm/Neu-Ulm im Jahre 2007
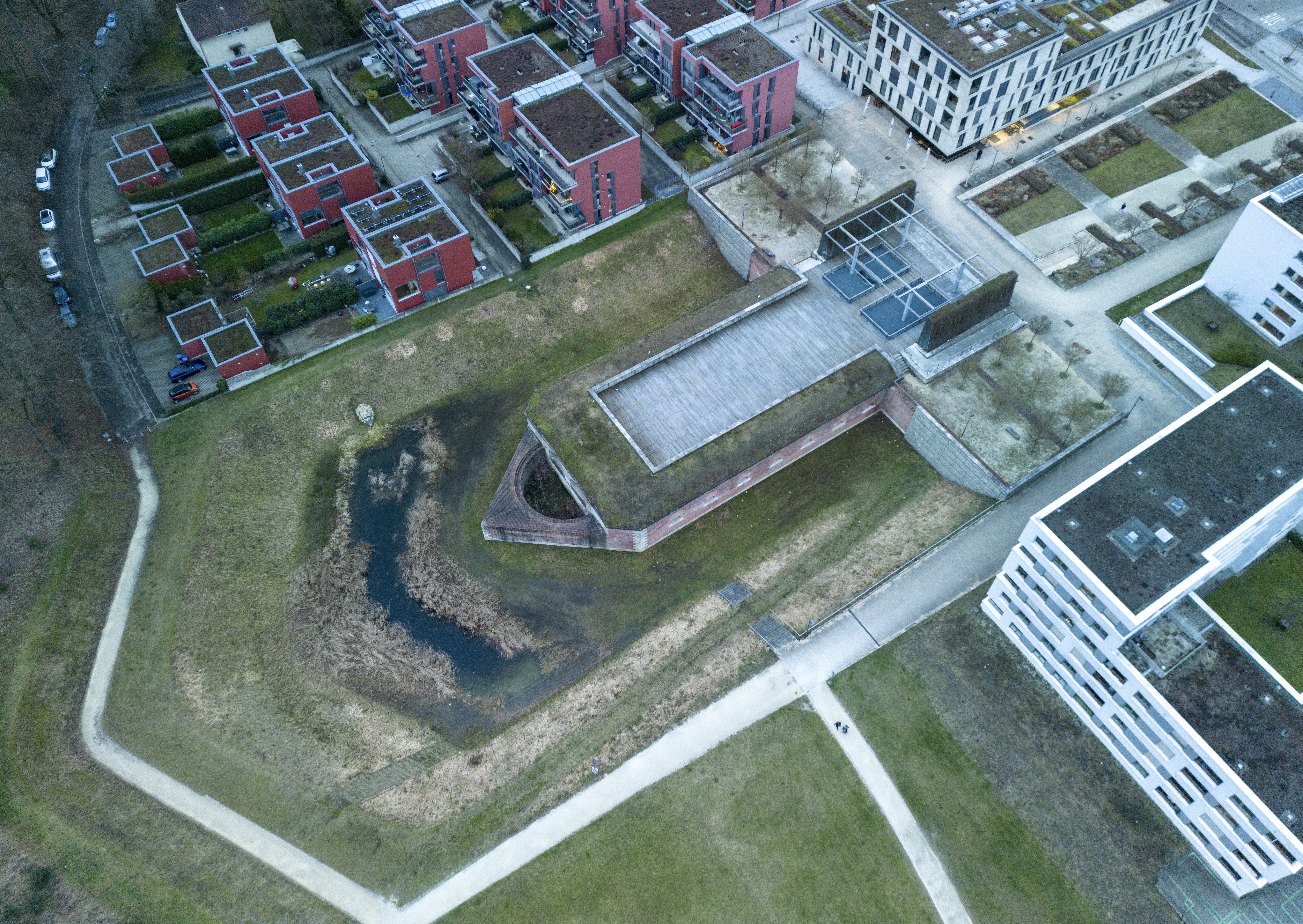
Caponiere 4 in Neu-Ulm als Luftbild aus dem Dezember 2023
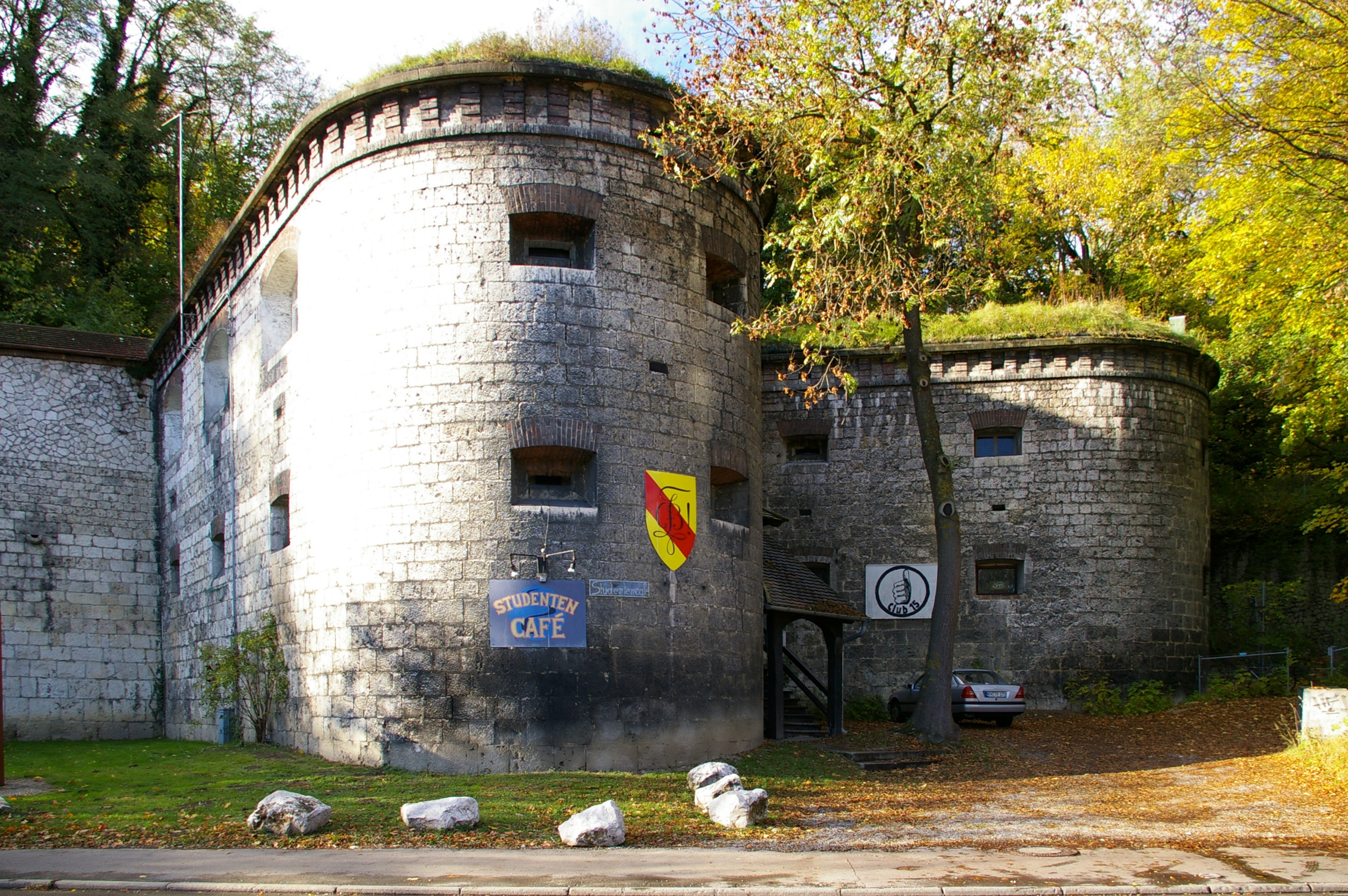
Doppelcaponniere der unteren Gaisenbergbastion der Bundesfestung Ulm
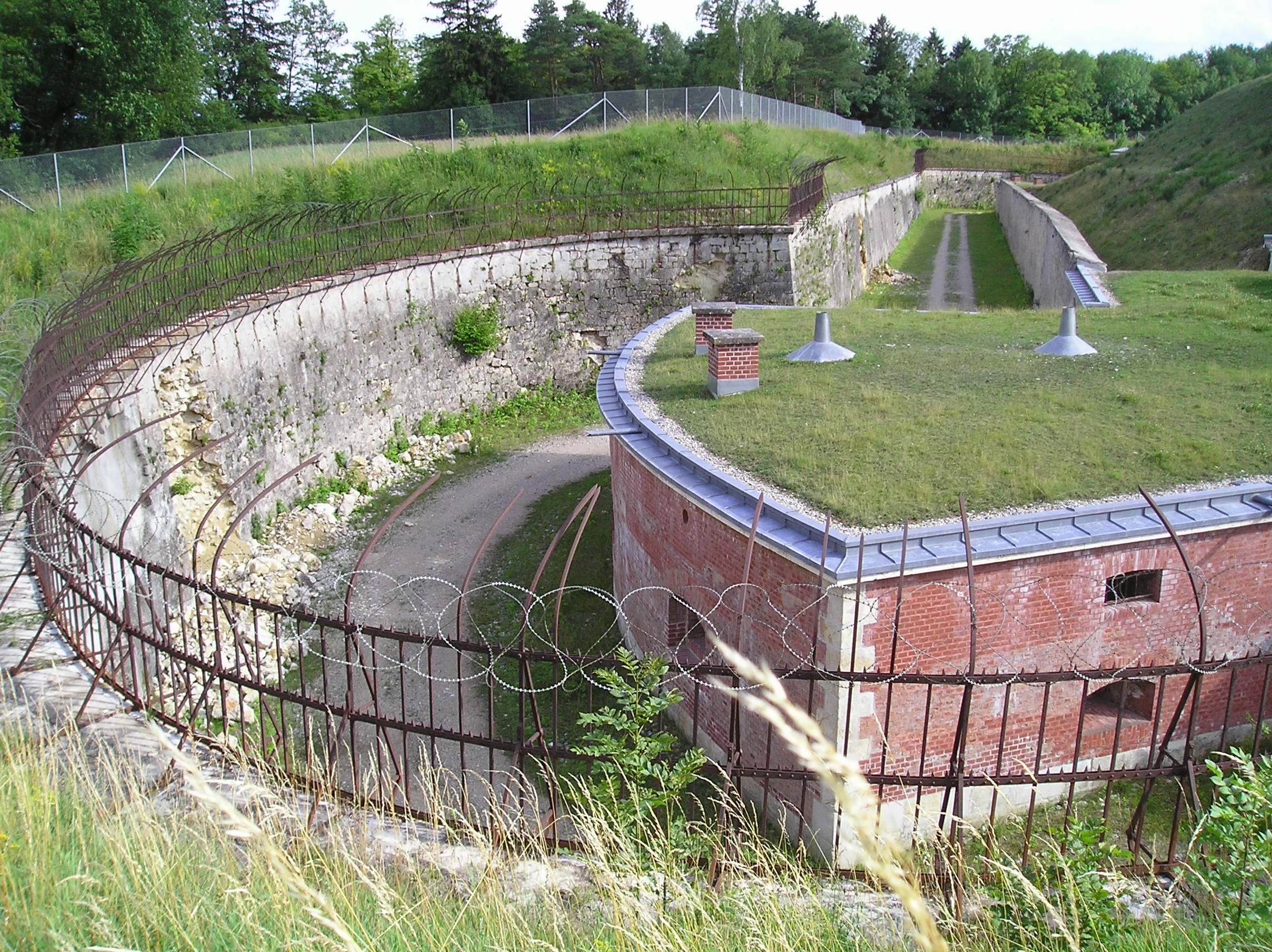
Saillantkaponniere des Forts Prinz Karl der Landesfestung Ingolstadt
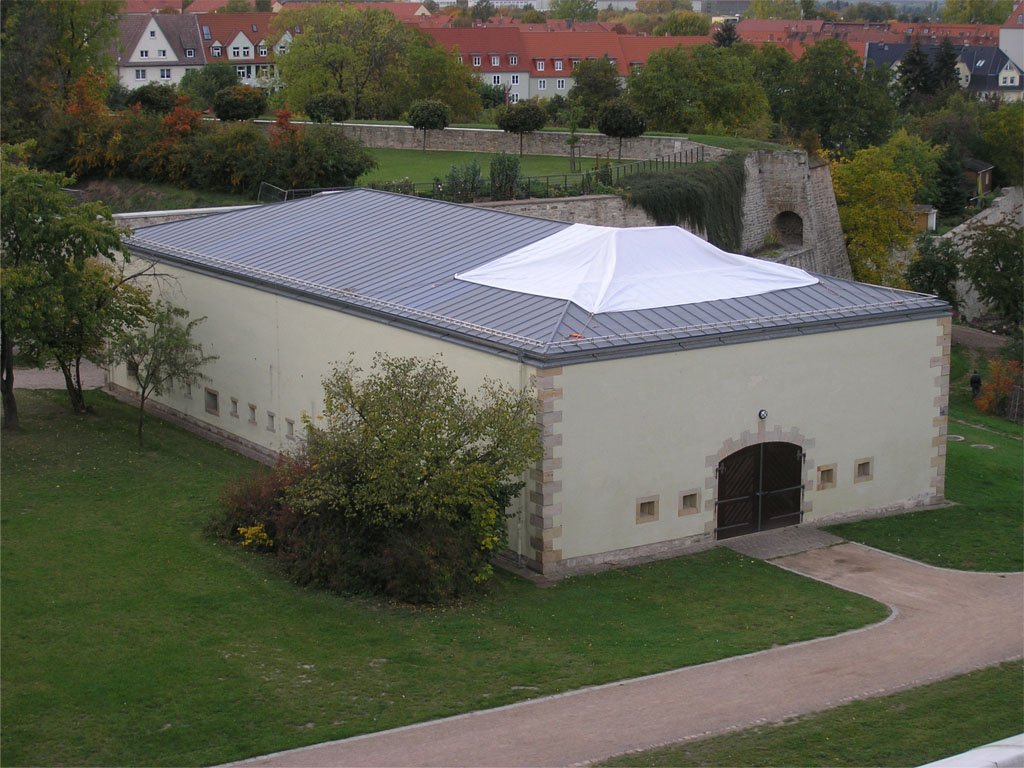
Geschützkaponniere Nr. 1 (errichtet zwischen 1823 und 1825) der Zitadelle Petersberg